# Palau Sturdza
El palau Sturdza o el castell Sturdza (en romanès:  Castelul Sturdza de la Miclăușeni) és un monument històric del poble de Miclăușeni, a una distància de 20 km de Roman i 65 km de la ciutat de Iasi. Actualment, forma part del conjunt del monestir històric de Miclăușeni, designat pel Ministeri de Cultura i Patrimoni Nacional de Romania el 2015. El conjunt històric està format pels monuments següents:
- L'Església dels Sants Prínceps i l'Anunciació (Biserica "Sf. Voievozi", "Buna Vestire") que data del 1787 i té el codi LMI: IS-II-mB-04199.01.
- El palau Sturdza, del segle xvii, amb codi LMI: IS-II-MB-04199.02.
- El parc del monestir de Miclăușeni, que data del segle xviii i que figura com a LMI: IS-II-MB-04199.03.

## Història

### Casa original
El 1410, el voivoda Alexandre el Bo (Alexandru cel Bun) va concedir un feu al boiar i membre del Sfatul Domnesc ("Consell del Príncep"), Miclăuş, una finca situada prop de les planes del riu Siret. Després de la mort del noble, la finca es va conèixer pel seu homònim, Miclăuşeni. El 25 d'abril de 1591, els descendents del noble van vendre la finca al tresorer Simon Stroici (1550-1623), que va construir una mansió a la propietat i va fortificar el poble de Miclăuşeni el 1598. Les ruïnes de la primera mansió encara es podien veure fins a principis del segle xx.

En el seu darrer testament datat de 5 de juny de 1622, Simon Stroici llegat la propietat i poble de Miclăuşeni a Lupu Prăjăscu, declarant:
Lupului Prăjăscului și nepoatei mele Saftei, și fiului meu, la Gligorie, cu heleștee și cu prisăci și cu tot venitul, pentru că jo-am prendre per dânșii ca să-mi fie ei ficiori de suflet.
A Lupul Prăjăscu i a la meva neboda, Saftei, i al meu fill, Gligorie, amb estanys i amb terra i amb tots els ingressos, perquè els he pres com la meva família d'ànimes.

El 1697, els descendents de Lupu Prăjăscu, que no tenien supervivents, van cedir la finca a parents llunyans, germans Ion i Sandu Sturdza. El 19 d'abril de 1699, els germans Sturdza van dividir la finca amb Miclăuşeni atorgant-se a Ion Sturdza. Els camperols feudals i els gitanos treballaven la terra, els descendents dels quals fins avui tenen cognoms que descriuen les seves professions feudals; Bucătaru (xef), Muraru (treballador del molí), Pitaru (forner), Curelaru (tallador de cuir), Mindirigiu (fabricant de matalassos), Bivolaru (escoltador de bestiar), Surugiu (cotxer), tal com ho descriu l'historiador romanès al seu llibre "Castelul Miclăușeni în cultura română" (Castell de Miclăușeni i cultura romanesa) (Ed. "Cronica", Iași, 1996).

El 1752, Lord Ioan Sturdza va reconstruir la mansió boiar, construint-la amb un semisoterrani i una planta en forma de creu. La mansió tenia 20 habitacions, deu d'elles a cada pis. Els cavalls de cursa estaven allotjats a l'estable de la casa. El terra i els sostres estaven fets amb bigues de fusta i taulons de fusta. Es diu que les mestresses de casa se’ls va tallar la feina per tractar els ratolins i les xinxes que rondaven la residència, i el Mestre de la Casa va donar les ordres següents:
să se puie în var vreo doftorie de ploşniţă şi să speli cu aceea şi podelele pe sus cu badanaua“, în timp ce „bortele de şoareci să se astupe toate cu cărbuni pisaţi cu steclă
A aquest lloc fregaràs pólvora medicinal per matar el bugs que és a embedded en la pintura, i per rentar els sostres medicina dita dins. Els forats on els ratolins venen i va serà plugged amb carbó aixafat i vidre molt.

Preocupat per l'ampliació de la finca, el fill d'Ion Strudza, Dimitrie, va construir una església als voltants del palau els anys 1821-1823. Va adornar l'església amb icones d'estil barroc i nombrosos objectes valuosos. El fill de Dimitrie, Alecu Sturdza Miclăuşanu, va construir un parc de 42 hectàrees, tot estilitzat com a jardí anglès amb espècies d'arbres ornamentals i nombrosos parterres. Alecu, com a afició, es dedicava a la col·lecció i conservació de llibres i manuscrits rars, cosa que afegia la riquesa del Palau. Fins i tot el futur primer ministre Mihail Kogălniceanu va parlar dels rars llibres i manuscrits recollits per la finca.
El cosí del príncep Mihail Strudza (1834-1849), Alecu Strudza, va adoptar les idees dels revolucionaris de 1848. Va morir el 1848 de còlera, sota la sospita que va ser enverinat pel príncep. La seva marca a la finca va ser un alt grau de manteniment i precisió als jardins i parcs anglesos a la finca. Va ser enterrat a l'església del senyoriu, deixant la finca a la vídua Catina. Va passar la finca al seu fill, George A. Strudza el 1863, qui va construir el palau Sturdza tal com es veu avui

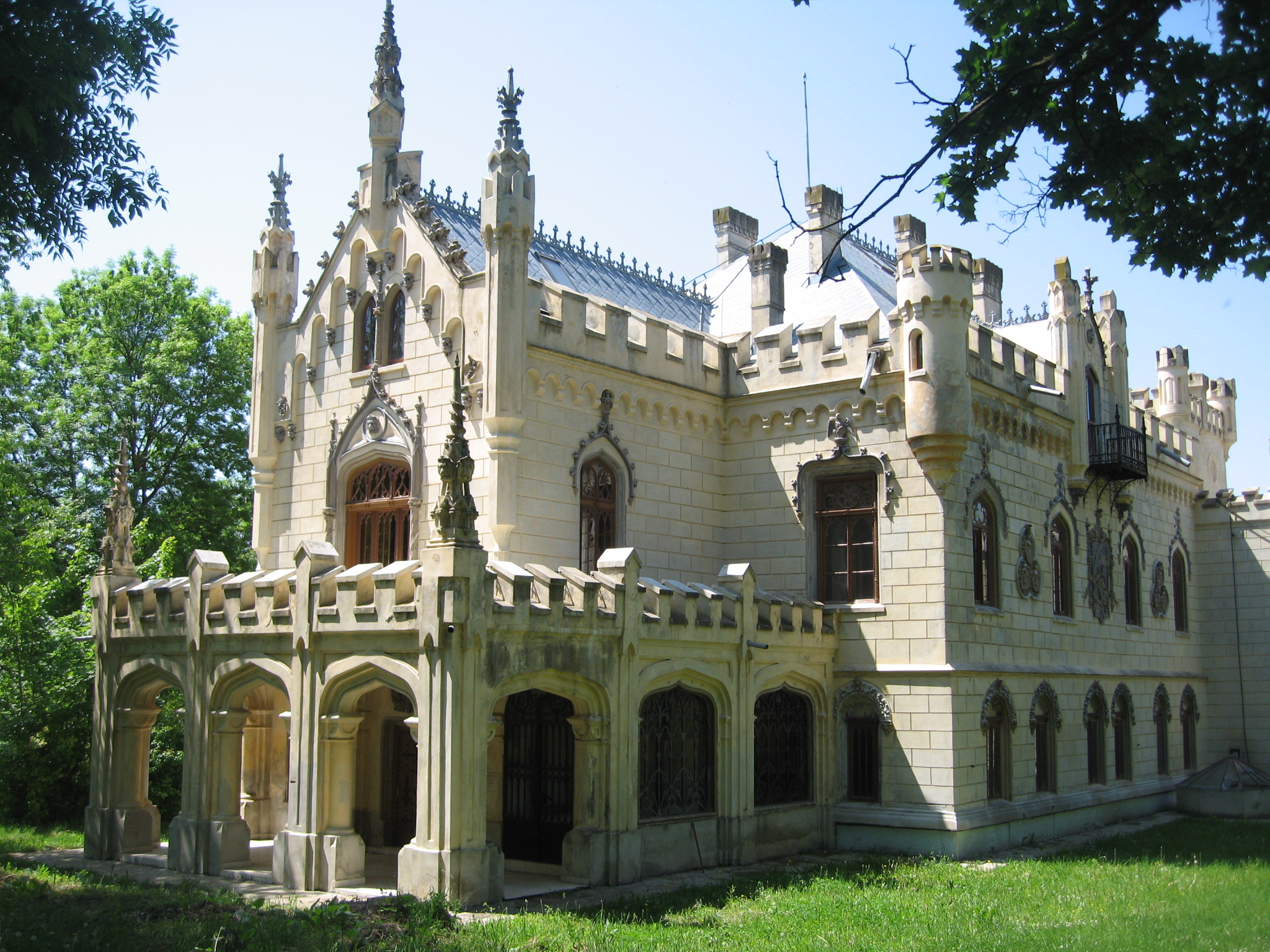
Palau Strudza a Miclăușeni

### Construcció del Palau
El 1869, George Sturdza es va casar amb Maria, la filla de l'escriptor Ion Ghica, traslladant la família a la casa. La Maria, onze anys més jove que George, estava inquietada en el seu nou entorn i a la casa. Desitjós de refer l'edifici, George Sturdza va vendre diversos boscos de la finca i va contractar un préstec de 100.000 Lei de la Societat de Crèdit Terrestre de Romania ("Societatea de Credit Funciar Român"). Va col·locar la finca Miclăuşeni com a garantia, acordant pagar els deutes en monedes d'or.
Entre el 1880 i el 1904, George Sturdza va construir al lloc de l'antiga Casa el palau arquitectònic del gòtic tardà que existeix actualment. Volia que el complex del palau imités els castells feudals d'Occident, que recordés també el palau de la cultura a Iasi i, finalment, també el palau del senyor Alexandru Cuza a Ruginoasa.
El Palau va ser utilitzat com a llar per a orfes amb discapacitat sota el domini comunista, en contra dels desitjos de la filla Catherine Sturdza que es va fer monja i va donar la propietat per convertir-la en un convent de monges, tal com finalment va ser el 1990.